# المجلس العسكري الانتقالي (تشاد)
المجلس العسكري الانتقالي التشادي (بالفرنسية: Conseil militaire de transition)‏ هو الحكومة العسكرية الانتقالية الحالية لتشاد، أعلن وفاة الرئيس السابق إدريس ديبي في 20 أبريل 2021، وأعلن أنه سيتولى مسؤولية حكومة تشاد وسيواصل أعماله ضد متمردي جبهة التغيير والوفاق في شمال البلاد. ويترأسه محمد إدريس ديبي، نجل الرئيس الراحل.

## التأسيس
في 20 أبريل 2021، أعلن المتحدث باسم الجيش الجنرال عازم برماندوا أغونا عن تشكيل مجلس عسكري انتقالي بقيادة الجنرال محمد إدريس ديبي نجل الرئيس الراحل إدريس ديبي ليقود البلاد في فترة انتقالية لمدة 18 شهرًا تُجرى بعدها «انتخابات حرية وديمقراطية وشفافة».